# Thamnomyces camerunensis
Thamnomyces camerunensis är en svampart som beskrevs av Henn. 1901. Thamnomyces camerunensis ingår i släktet Thamnomyces och familjen kolkärnsvampar.   Inga underarter finns listade i Catalogue of Life.